# Sunkoshi
Sunkoshi (en népalais : सुनकोशी) est une municipalité rurale du Népal située dans le district de Sindhuli. Au recensement de 2011, elle comptait 21 473 habitants.
Elle regroupe les anciens comités de développement villageois de Kusheshwar Dumja, Jhangajholi Ratmata, Purano Jhangajholi, Sitalpati et Majhuwa.